# Vitaly Kasko
Vitaly Viktorovytch Kasko (en ukrainien : Віталій Вікторович Касько) est un juriste ukrainien né à Lviv le 29 juin 1976 et a été deux fois nommé procureur général d'Ukraine. Il était membre de Transparency International Ukraine.
Il a travaillé en tant qu'adjoint du Procureur général de l'Ukraine, Viktor Chokin, et a démissionné le 15 février 2016, en dénonçant la corruption et « l'absence de lois » régnant dans le bureau de ce procureur. Avant la destitution de Viktor Chokin, à la fin du mois de mars 2016, Vitaly Kasko est accusé de fraude. Son appartement est notamment saisi par une procédure qui, selon lui, est une vengeance faisant suite à ses critiques sur la corruption.